# Febe (filla de Gea)

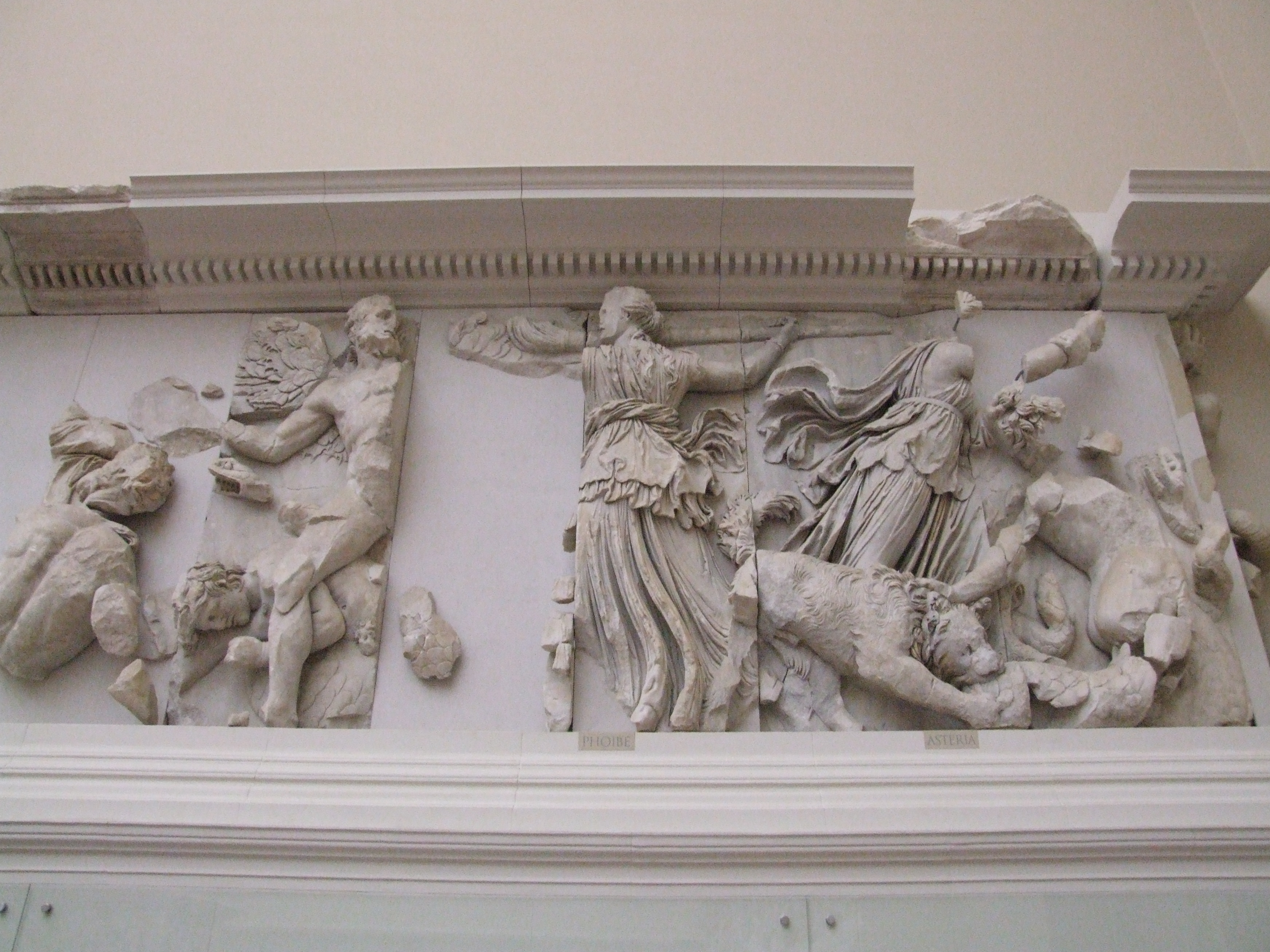
Febe i Astèria a l'Altar de Pèrgam, a Berlín

Febe (En grec Φοιβη) és una figura de la mitologia grega clàssica; el seu nom és la forma femenina de Febus. Febe fou una Titànide, una de les filles d'Urà (El Cel) i Gea (La Terra) en la mitologia grega, tal com s'explica a la Teogonia d'Hesíode. Tradicionalment se l'ha associada amb la lluna (vegeu Selene). Amb el seu germà Ceos tingué dues filles: Leto (Mare d'Apol·lo i Àrtemis) i Astèria (Mare d'Hècate).
Temis li concedí el control de l'oracle de Delfos, segons una declaració que Èsquil posa en boca de la sacerdotessa de Delfos. Presidint sobre aquest oracle, Febe és una figura paral·lela a les de dues germanes seves, Dione, deessa de l'oracle de Dodona, i Temis, una deessa de la terra associada amb Delfos i Dodona.